# Albiție
Albiția este numele dat plantelor din genul Albizia, subfamilia Mimosoideae, familia Fabaceae. Plantele sunt arbuști sau arbori tropicali sau subtropicali, trăind în Asia, Africa, Madagascar, America Centrală, de Sud, sudul Americii de Nord și Australia.
Speciile de albiție sunt folosite drept hrană de larvele unor specii de molii, din genul Endoclita, printre care E. damor, E. malabaricus și E. sericeus.

## Taxonomie

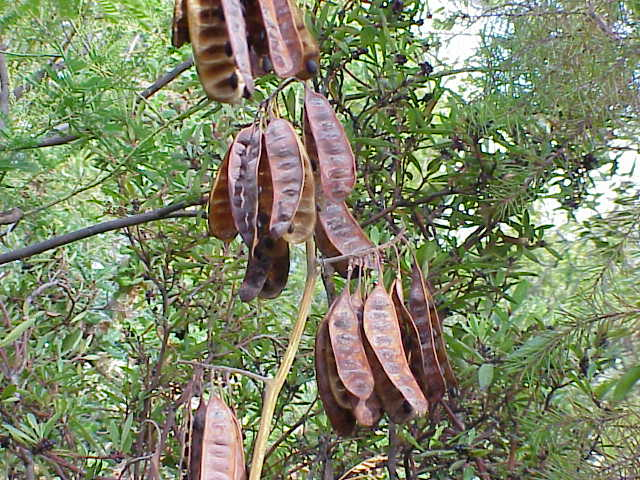
Fructele speciei Paraserianthes lophantha (anterior Albizia lophanta)

Numeroase specii clasificate în genul Albizia de autori au fost ulterior mutate în alte genuri, în principiu Archidendron. Alte genuri din tribul Ingeae (Abarema, Archidendropsis, Balizia, Blanchetiodendron, Calliandra, Cathormion, Enterolobium, Havardia, Hesperalbizia, Hydrochorea, Pararchidendron, Paraserianthes, Pseudosamanea și Serianthes) au fost îmbogățite cu specii din genul Albizia. Alte albiții au fost identificate greșit în genurile nu foarte apropiate Erythrophleum din Caesalpinioideae și Lebeckia din Faboideae.
Delimitarea dintre Falcataria și Pithecellobium, genuri strâns înrudite cu Albizia, este deosebit de complexă, speciile lor fiind mutate de la un gen la altul de numeroase ori. De exemplu, Falcataria moluccana (anterior Albizia moluccana), un arbore care crește pe plantațiile de ceai. Alte genuri apropiate, precum Chloroleucon și Samanea, sunt deseori unite cu Albizia.

## Galerie foto

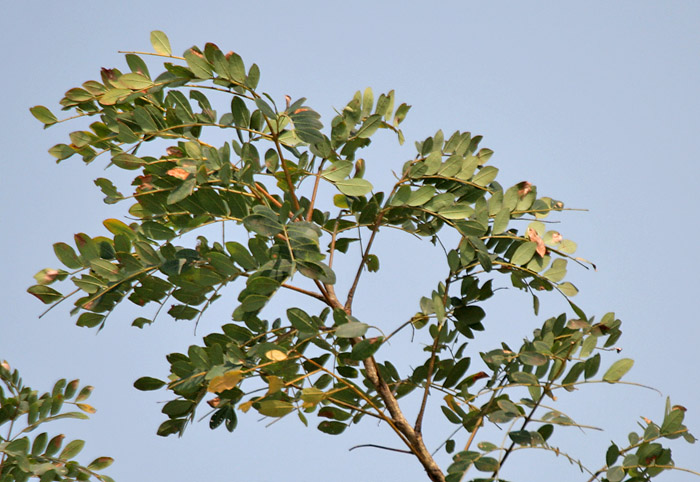
Albizia procera, frunze
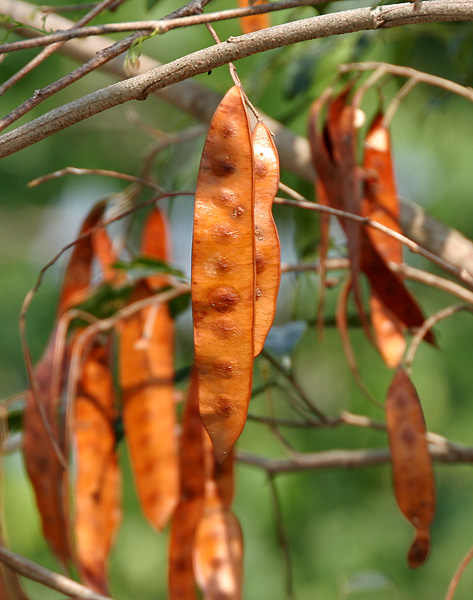
Albizia procera, păstăi
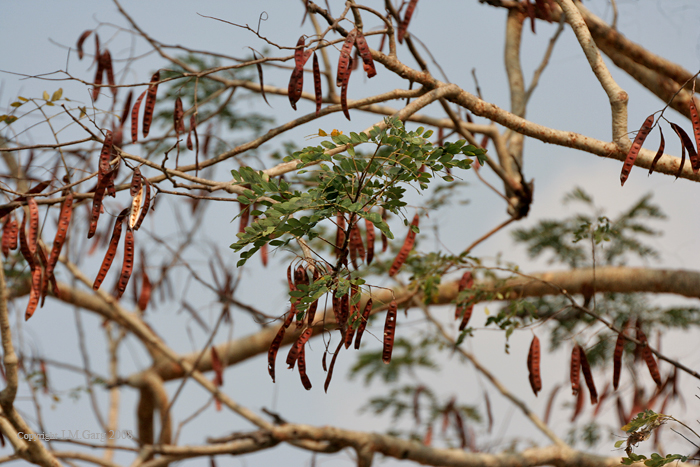
Albizia procera
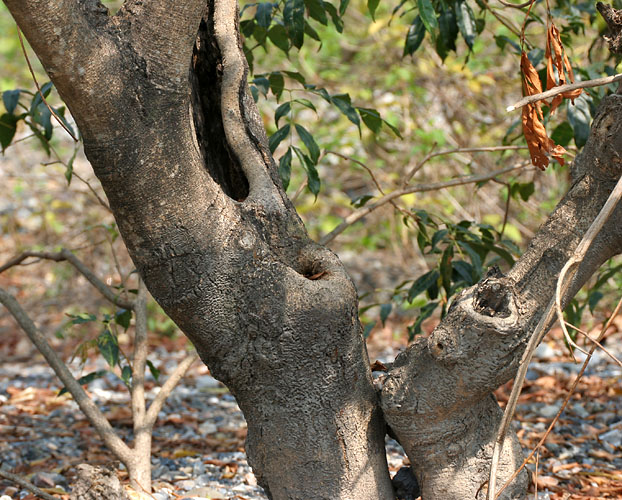
Albizia procera, truchi
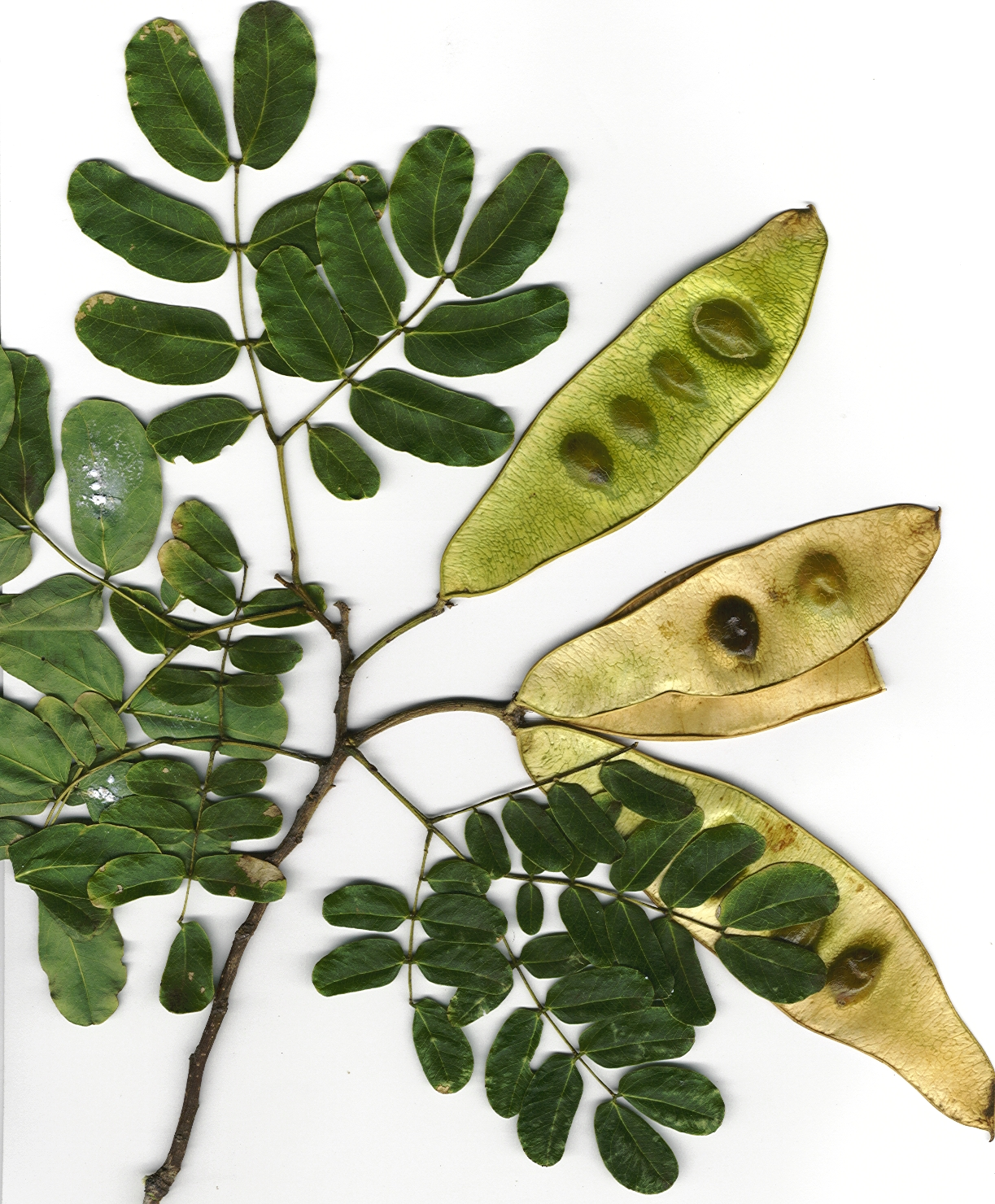
Albizia lebbeck, frunze şi fructe
Albizia sp. din str. Viesparilor, sector 2, Bucureşti
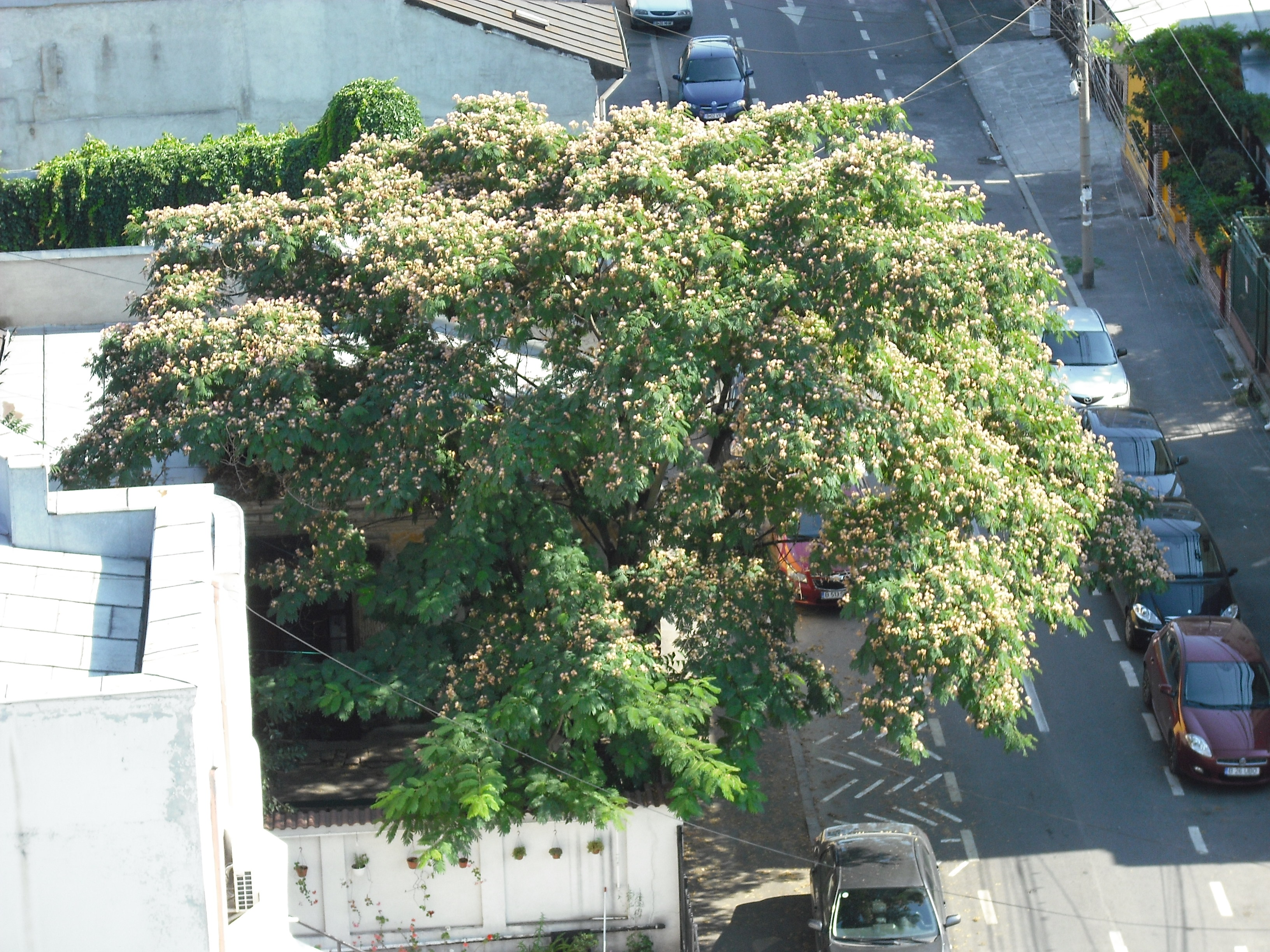
Arbore monumental de pe str. Viesparilor sectorul 2
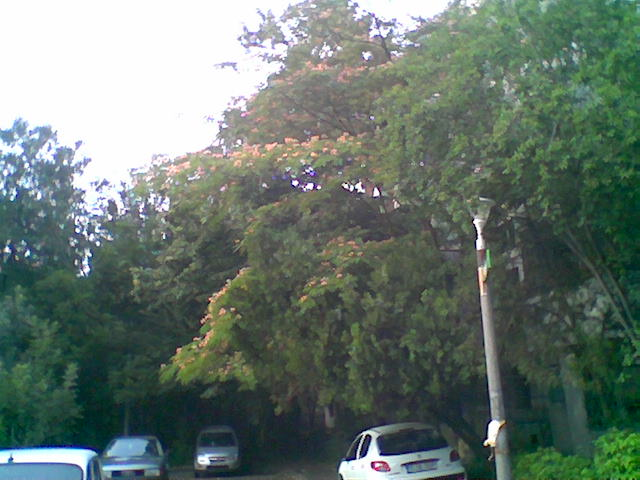
Albizia sp. din str. Sergei Vasilievici Rahmaninov, sector 2, Bucureşti
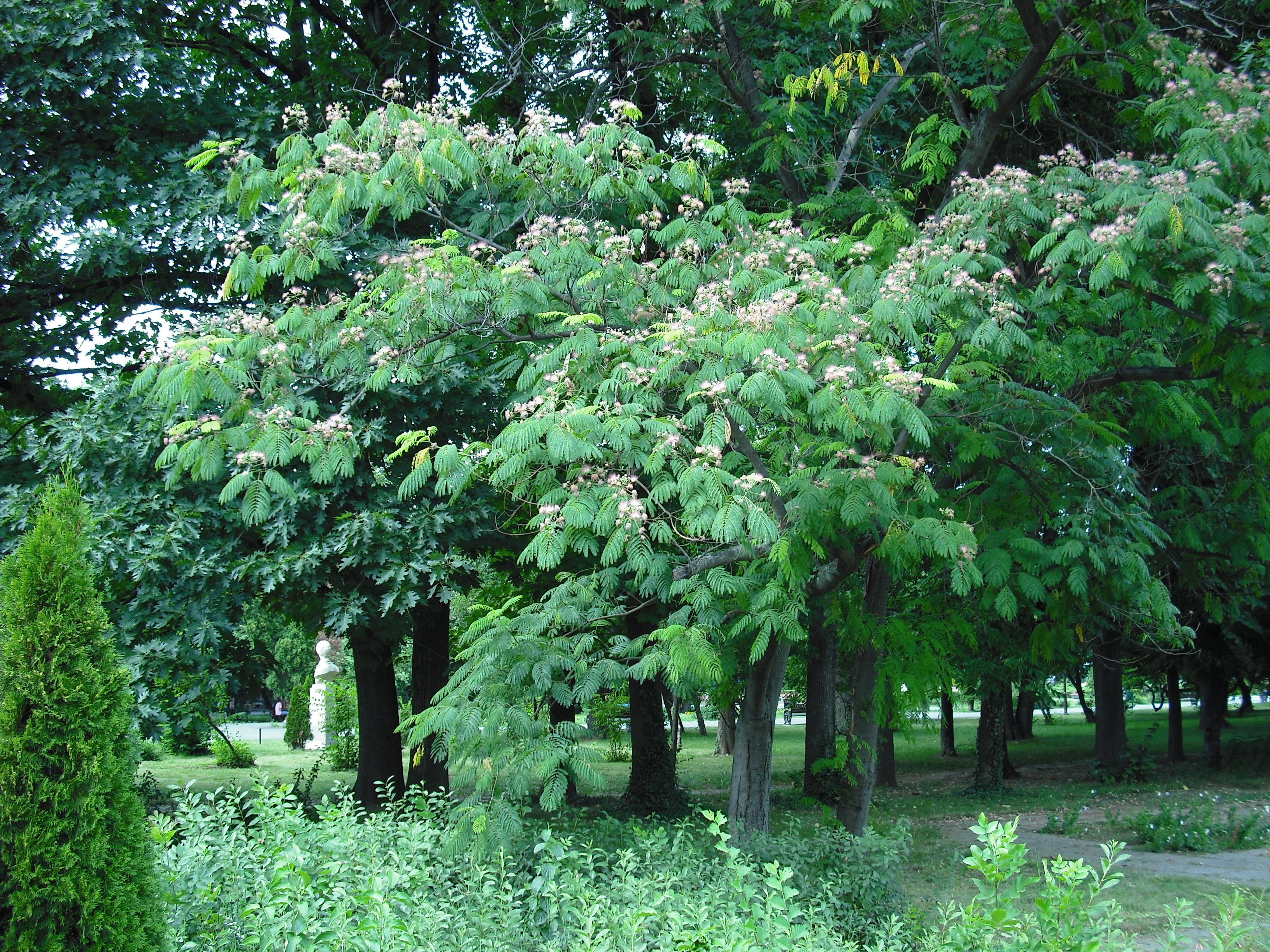
Albizia sp. din parcul Herăstrău vis a vis de bustul lui W. Goethe (zona dispre Televiziune a parcului)
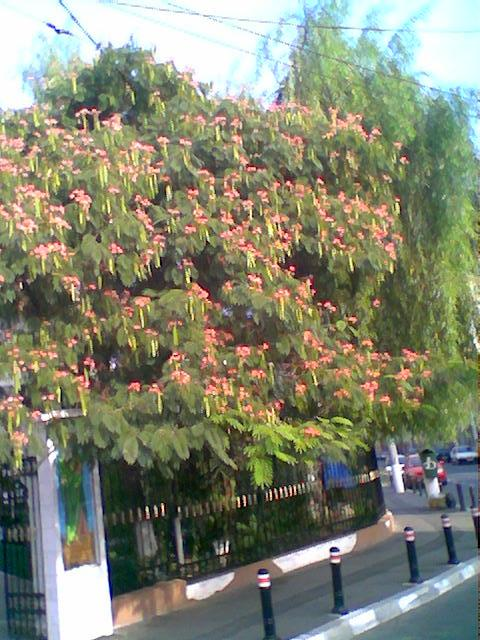
Albizia sp. din curtea bisericii Sfinţii Împăraţi Costantin şi Elena (monument istoric) din Calea Plevnei, Bucureşti
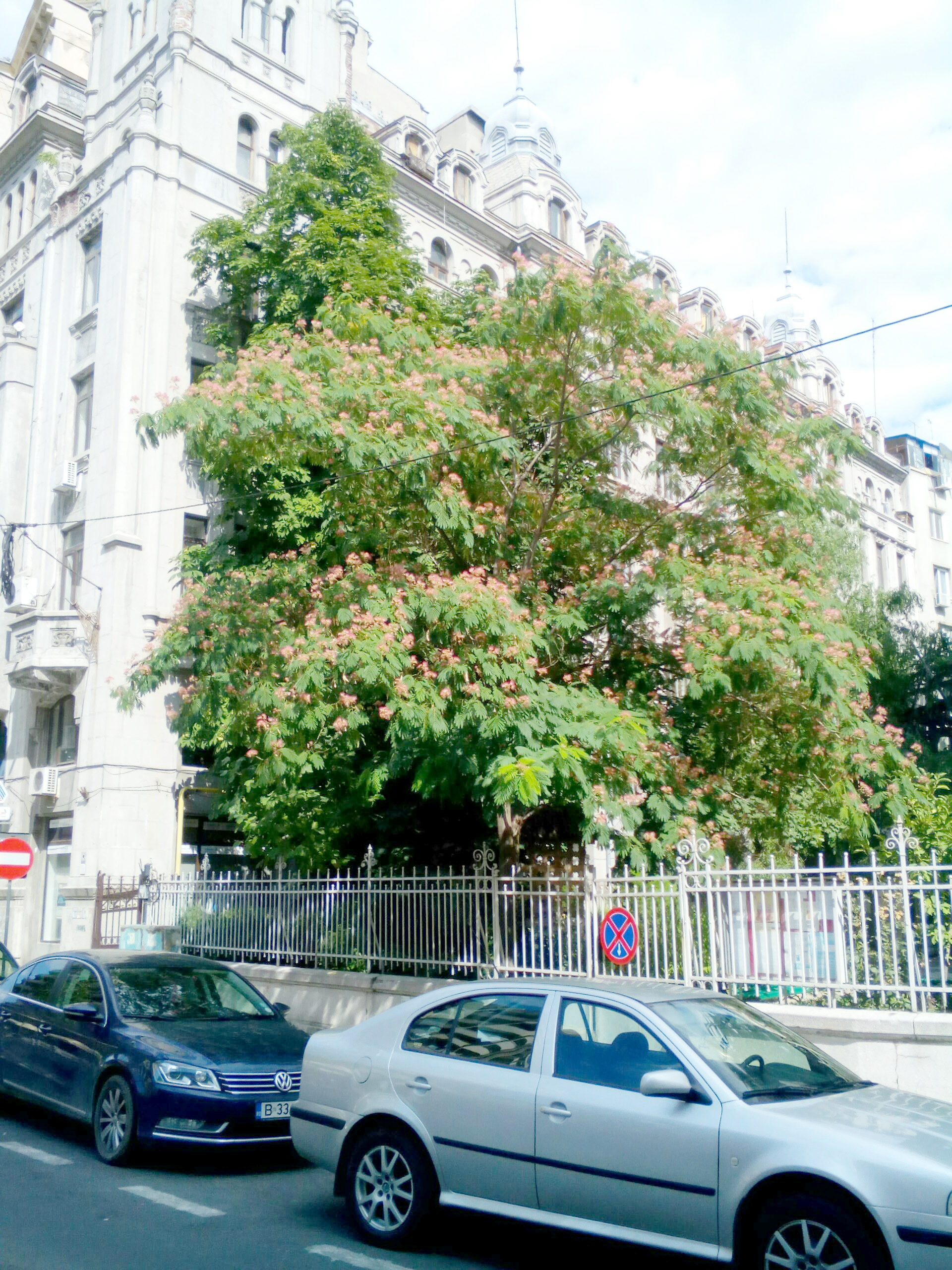
Albizia sp. din curtea bisericii Sf. Nicolae (biserica Rusă), str. Ion Ghica, nr. 9, Bucureşti
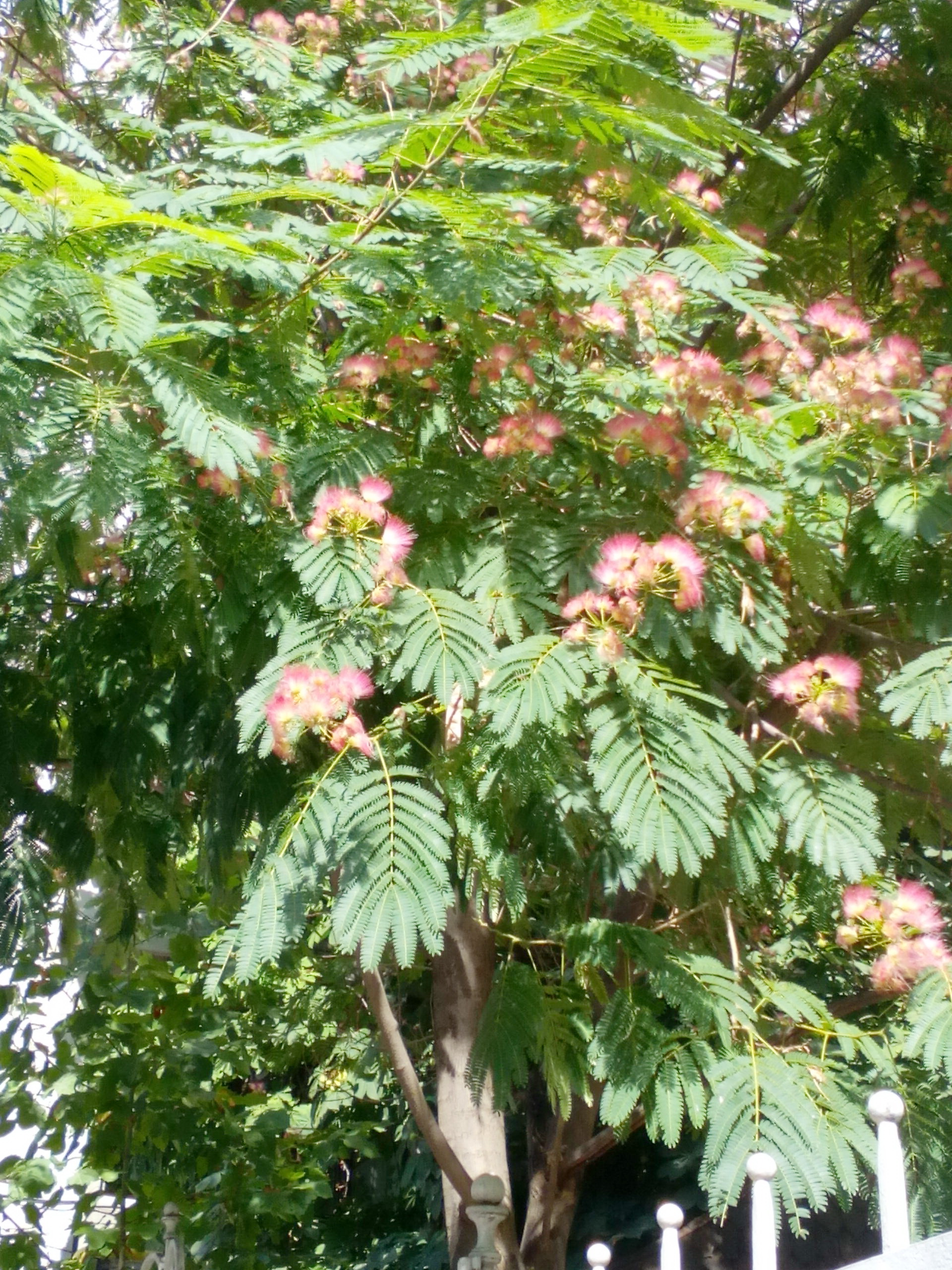
Albizia sp. din curtea bisericii Sf. Nicolae (biserica Rusă), str. Ion Ghica, nr. 9, Bucureşti
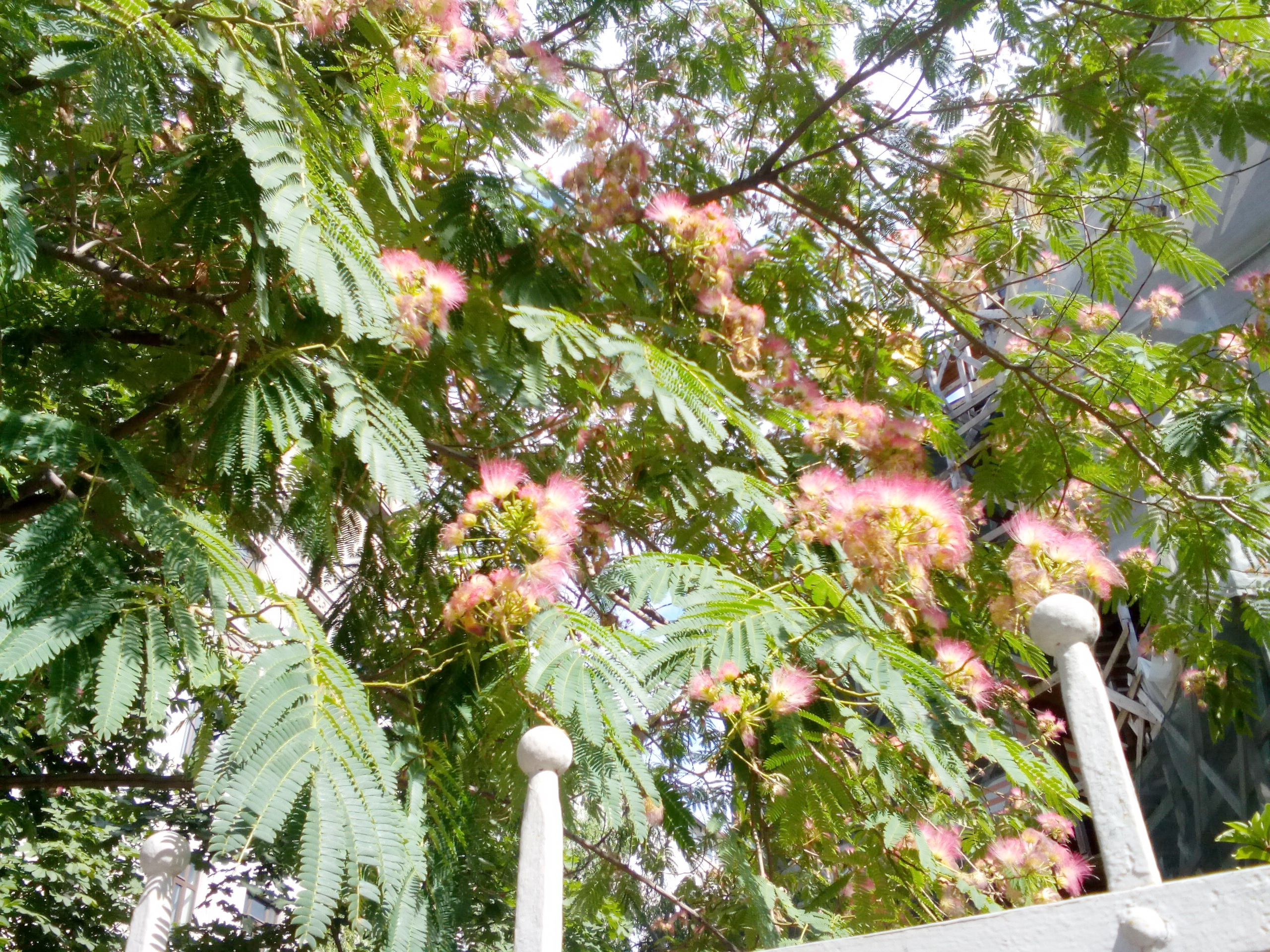
Albizia sp. din curtea bisericii Sf. Nicolae (biserica Rusă), str. Ion Ghica, nr. 9, Bucureşti